# Spíler1 TV
A Spíler1 TV a TV2 Csoport férfiaknak szóló csatornája, amely 2016-ban indult.
A csatorna hangja Turi Bálint.
A csatorna reklámidejét az Atmedia értékesíti.

## Története

### Spíler TV
A SZTNH (Szellemi Tulajdon Nemzeti Hivatalánál) 2016. május 12-én levédették a TV2 Sport 1 nevű csatornát, de a tervezett csatorna nevét elvetették, az első logót 2016. augusztus 5-én, 8 nappal az indulás előtt védették le.
A TV2 Csoport egy, a csatorna indulásakor közzétett közleménye szerint a Spíler1 TV "a férfias szórakozás csatornája". Eredetileg egy elsősorban férfiaknak szóló műsorokat sugárzó csatornának szánták (a PRO4 tematikájához hasonlóan), jelentős sporttartalommal bővítve, azonban ez teljes egészében egy sportcsatornaként valósult meg, egyéb tartalmat sosem tűzött műsorra.
A legelső hírek szerint a Premier League-et egy másik adón kezdték volna sugározni (valószínűleg a Super TV2-n, hiszen kötelesek HDTV felbontásban adni a meccseket), majd később került volna át a Spíler TV-re, ám a TV2 Csoport közleményt adott ki, amelyben azt írták, hogy a csatorna már augusztus 13-tól, vagyis a torna elejétől közvetíti a meccseket.
A csatorna 2016. augusztus 13-án indult el Spíler TV néven, az első közvetítésre aznap 13:00-kor került sor, a Hull City – Leicester City mérkőzéssel. A csatorna első arculatát az Umbrella tervezte.
A csatorna indulásától először a Tarr, a UPC, és a Telenor MyTV, 2016 szeptemberében a PR-Telecom, és az Invitel, november 1-jén a MinDig TV Extra, november 29-én a Telekom, december 1-jén a UPC Direct. 2019. január 11-én a DIGI kábeles, és műholdas kínálatában is bekerült a testvércsatornájával együtt.
A csatorna az indulástól korábban magyar korhatárkarikákat használt akkor egészen, amikor addig Spíler TV néven ismerték a csatornát, de a Spíler1 TV-re történő váltási (2018. március 1.-jei) napjától fogva a csatorna román médiajoghatósággal került, amely ezzel a román CNA-tól kapta a sugárzási engedélyt. 

A csatorna logója Spíler TV-ként

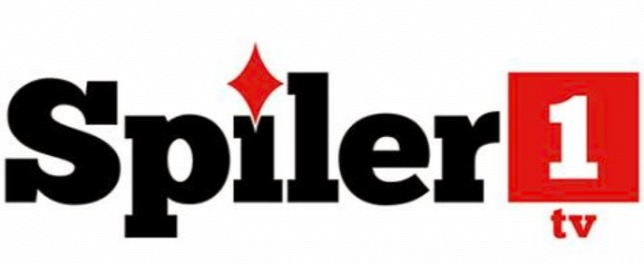
A csatorna akkori logója 2018. március 1-je és 2023. szeptember 3-a között

### Spíler1 TV
2018. február 14-én a Szellemi Tulajdon Nemzeti Hivatalánál (SZTNH) levédették a Spíler1 TV nevet, amely az év március 1-jétől Spíler1 TV néven sugároz tovább. 2022. március 16. óta a tartalmak visszanézése (illetve böngészése) kizárólag a TV2 Play Prémium platformon elérhető.
2023. májusában bejelentették, hogy új logót és arculatot kapnak a Spíler csatornák. Az arculat- és logóváltás eredetileg 2023. szeptember 1-jén történt meg volna, de végül csak 3 nappal később (szeptember 4-én) történt meg.

### TV2 Sport
2022. december 14-én a Szellemi Tulajdon Nemzeti Hivatalánál levédették a TV2 Sport nevet, majd január 12-én a logót is levédették, eredetileg a TV2 Play Prémiumhoz tartozó Spíler Extra pedig TV2 Sport Max néven folytatta volna működését. Később kiderült, hogy a névváltást elvetették, így már csak logót és arculatot vált a testvércsatornájával együtt.

## Műsorkínálata
- Premier League (2016-2025)
- FA kupa (2019-2025)
- FA Community Shield (2019-2025)
- UEFA Nemzetek Ligája (2022-2028)
- FIFA Világbajnokság Selejtező (2022-2028)
- UEFA Európa Bajnokság Selejtező (2022-2028)
- Francia labdarúgókupa (2023-)
- SEHA-liga (2019-)
- Női Euroliga (2022-)
- Szaúdi Professzionális bajnokság (2023-)[16]

## Munkatársak
- Hetthéssy Zoltán (főszerkesztő)
- Baumstark Tibor (kommentátor, műsorvezető)
- Bognár Domokos (kommentátor, műsorvezető)
- Somos Ákos (kommentátor)
- Márkus Ádám (kommentátor)
- B. Varga Ákos (kommentátor)
- Rencsevics Máté (kommentátor)
- Rádonyi Kristóf (kommentátor)
- Fehér Csaba (szakértő)
- Galambos Dániel (szakértő)
- Kemenes Szabolcs (szakértő)
- Preisinger Sándor (szakértő)
- Sallói István (szakértő)
- Soós Márk (szakértő)
- Szabó Péter (szakértő)
- Szeli Mátyás (szakértő)
- Torghelle Sándor (szakértő)
- Szedmák Zita (műsorvezető)